# Svetlana Zacharova
Svetlana Zacharova, född 10 juni 1979 i Lutsk, Ukrainska SSR, Sovjetunionen, är en rysk ballerina.
Zacharova studerade för Valeria Sulegina vid Kievs balettakademi. Hon studerade på Vaganova Academy of Russian Ballet och 1996 engagerades hon i Mariinskijbaletten när hon fick huvudrollen som Giselle i baletten Giselle. Året därpå utnämndes hon till prima ballerina och tog sin examen vid Vaganova. Sedan 2003 är hon verksam vid Bolsjojteatern i Moskva.